# Тарновский сельсовет
Тарновский сельсовет (белор. Тарноўскі сельсавет; до 1974 г. — Белогрудский) — административная единица на территории Лидского района Гродненской области Республики Беларусь. Административный центр — агрогородок Тарново.

## История
Образован 16 июля 1954 года как Белогрудский сельсовет в составе Лидского района Гродненской области БССР путём объединения упразднённых Ольшевского и Мытского сельсоветов. Центр — деревня Белогрудо. 26 мая 1965 года из части Белогрудского сельсовета вновь образован Мытский сельсовет. 26 мая 1965 года к сельсовету присоединена территория упразднённого Конюшенского сельсовета, 11 февраля 1972 года — часть упразднённого Мытского сельсовета (13 населённых пунктов: Бобовцы, Далекие, Дудары, Кадишки, Косиловцы, Мыто, Новоселки, Ольжево, Подольховка, Палубники, Реклевцы, Цыборы и Яновляны). 14 января 1974 года центр сельсовета перенесён в деревню Тарново, сельсовет переименован в Тарновский сельсовет. 
В 2005 году в состав Тарновского сельсовета включена деревня Бобовцы, входившая в состав Ваверского сельсовета.
21 декабря 2009 года в состав Тарновского сельсовета из Голдовского сельсовета включена деревня Поречаны.

## Состав
Тарновский сельсовет включает 28 населённых пунктов:
- Бахматы — деревня.
- Белогруда — деревня.
- Бобовцы — деревня.
- Большие Конюшаны — деревня.
- Большое Ольжево — деревня.
- Горняты — деревня.
- Далекие — агрогородок.
- Дитрики — деревня.
- Дубчаны — деревня.
- Дудары — деревня.
- Еремеевичи — деревня.
- Еремеичи — хутор.
- Заборцы — деревня.
- Люборы — деревня.
- Малое Ольжево — деревня.
- Малые Конюшаны — деревня.
- Моховичи — деревня.
- Нетечь — деревня.
- Новосады — деревня.
- Огородники — деревня.
- Ольжево — деревня.
- Палубники — деревня.
- Поречаны — деревня.
- Реклевцы — деревня.
- Тарново — агрогородок.
- Фальковичи — деревня.
- Цацки — деревня.
- Цыборы — деревня.
- Чапличи — деревня.